# Bantarkawung (plaats)
Bantarkawung is een bestuurslaag in het regentschap Brebes van de provincie Midden-Java, Indonesië. Bantarkawung telt 4451 inwoners (volkstelling 2010).